# Museo y Centro de Estudios del Deporte Doctor Melcior Colet
El Museo y Centro de Estudios del Deporte Doctor Melcior Colet es un museo dedicado a la difusión y exhibición de los elementos más destacados en el desarrollo de la historia del deporte catalán de los últimos siglos. Tiene la sede en un edificio modernista construido en 1911 por Josep Puig i Cadafalch, la Casa Pere Company, que se encuentra situada en la calle Buenos Aires, 56 de Barcelona.

## Historia
El 1982, el doctor Melcior Colet i Torrabadella regaló el edificio a la Dirección general del Deporte de la Generalidad de Cataluña para que la transformara en un museo. El 13 de diciembre de 1991 se presentó la Colección de 16 Medallas oficiales conmemorativas de los Juegos Olímpicos de Barcelona 1992.